# ويليام كوشران (سياسي)
ويليام كوشران هو سياسي أمريكي، ولد في 25 أغسطس 1934 في نيو ألباني في الولايات المتحدة، وتوفي في 3 يناير 2019. نشط حزبياً في الحزب الديمقراطي. وقد انتخب عضو مجلس نواب إنديانا ‏.